# Náměstí Republiky (Soběslav)
Náměstí Republiky je veřejné prostranství v centru jihočeského města Soběslav. Na náměstí se nachází nejvýznamnější památky města. Doprava na náměstí je vedena jednosměrně podél jednotlivých stran formou kruhového objezdu. Střed náměstí zdobí kamenná kašna se sochou sv. Floriana, patrona města Soběslavi. Poblíž kašny stojí Mariánský sloup. Na náměstí se nachází i další památky – Smrčkův dům, kostel svatého Víta, kostel svatého Petra a Pavla a Stará radnice.

## Revitalizace
V roce 2018 bylo celé náměstí revitalizováno a zrekonstruováno. Předmětem prací byla výměna chodníků, zpevněných ploch, ale i nové veřejné osvětlení, lavičky, koše a další mobiliář. Postaveno zde bylo rovněž pítko a bronzová legenda na dlažbě. Celková částka této rekonstrukce činila více než 35 000 000 korun.

## Kultura
Již několik let[kdy?] se zde pořádá Silvestrovský běh ulicemi města Soběslavi, který má cíl a start na náměstí.
Do roku 2023 se na náměstí konal festival dechových hudeb Kubešova Soběslav. Festival byl posléze kvůli finančním důvodům přesunut do Borkovic.
Do roku 2024 se v Soběslavi konal cyklistický závod, který v roce 2008 ovládl slovenský cyklista Peter Sagan.
Každý čtvrtek od dubna do října se zde konají městské trhy.

### Kulturní památky
Na náměstí se nachází několik kulturních památek, které jsou zapsány.

## Galerie

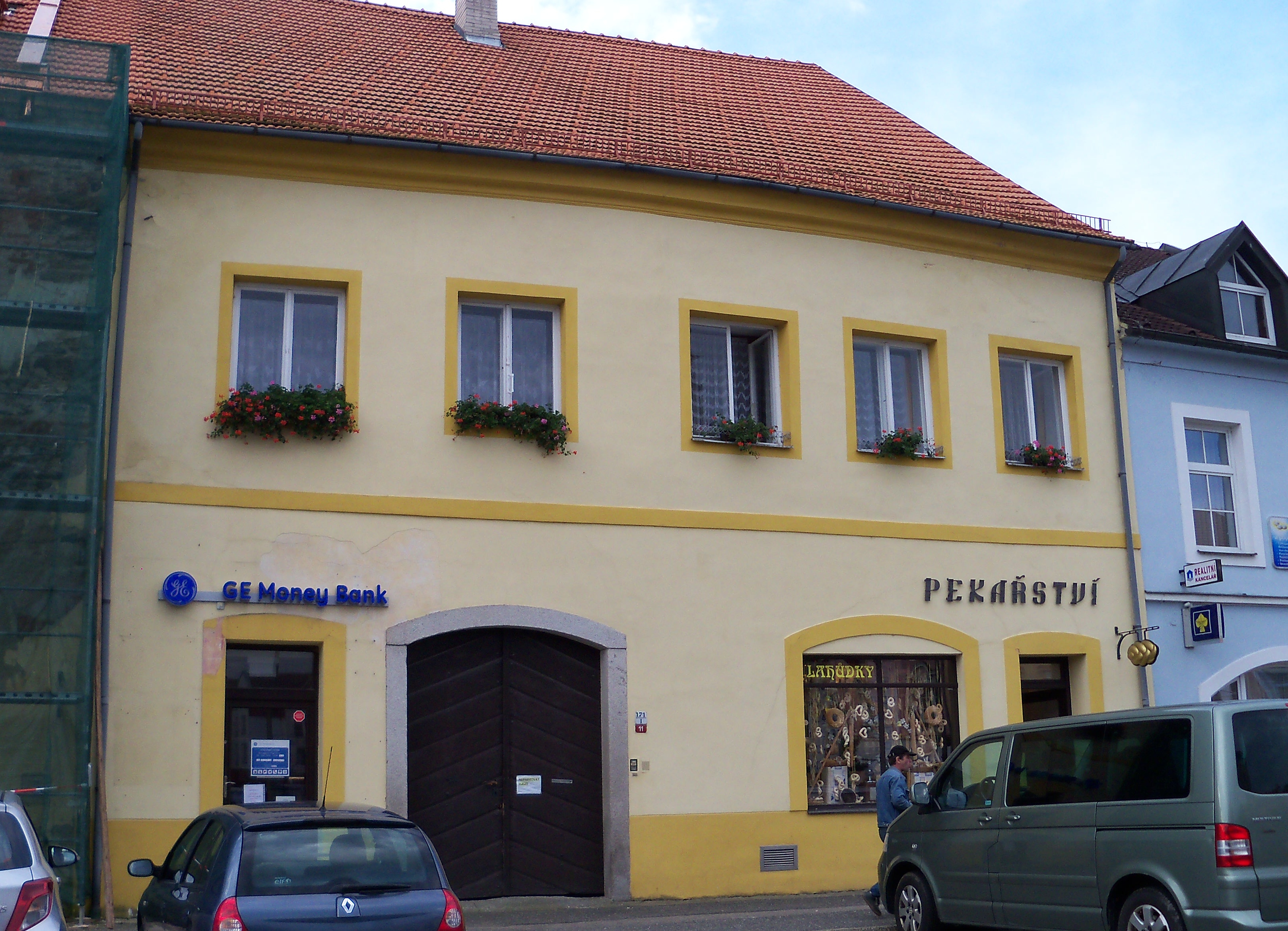
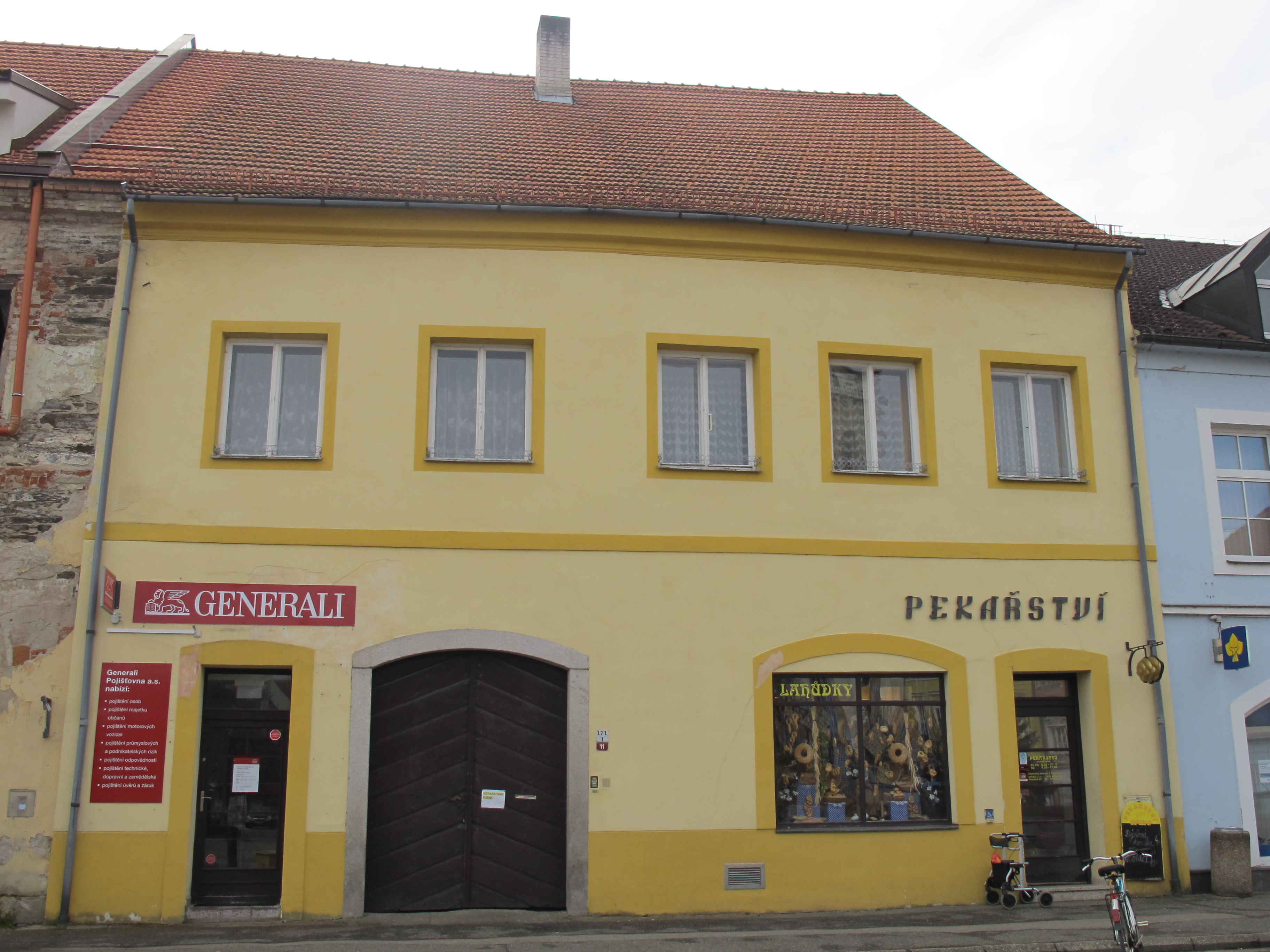
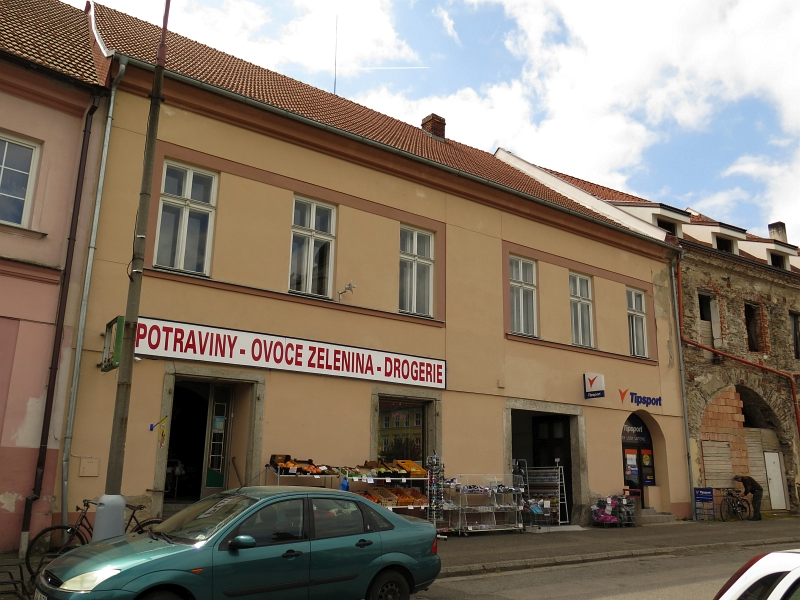
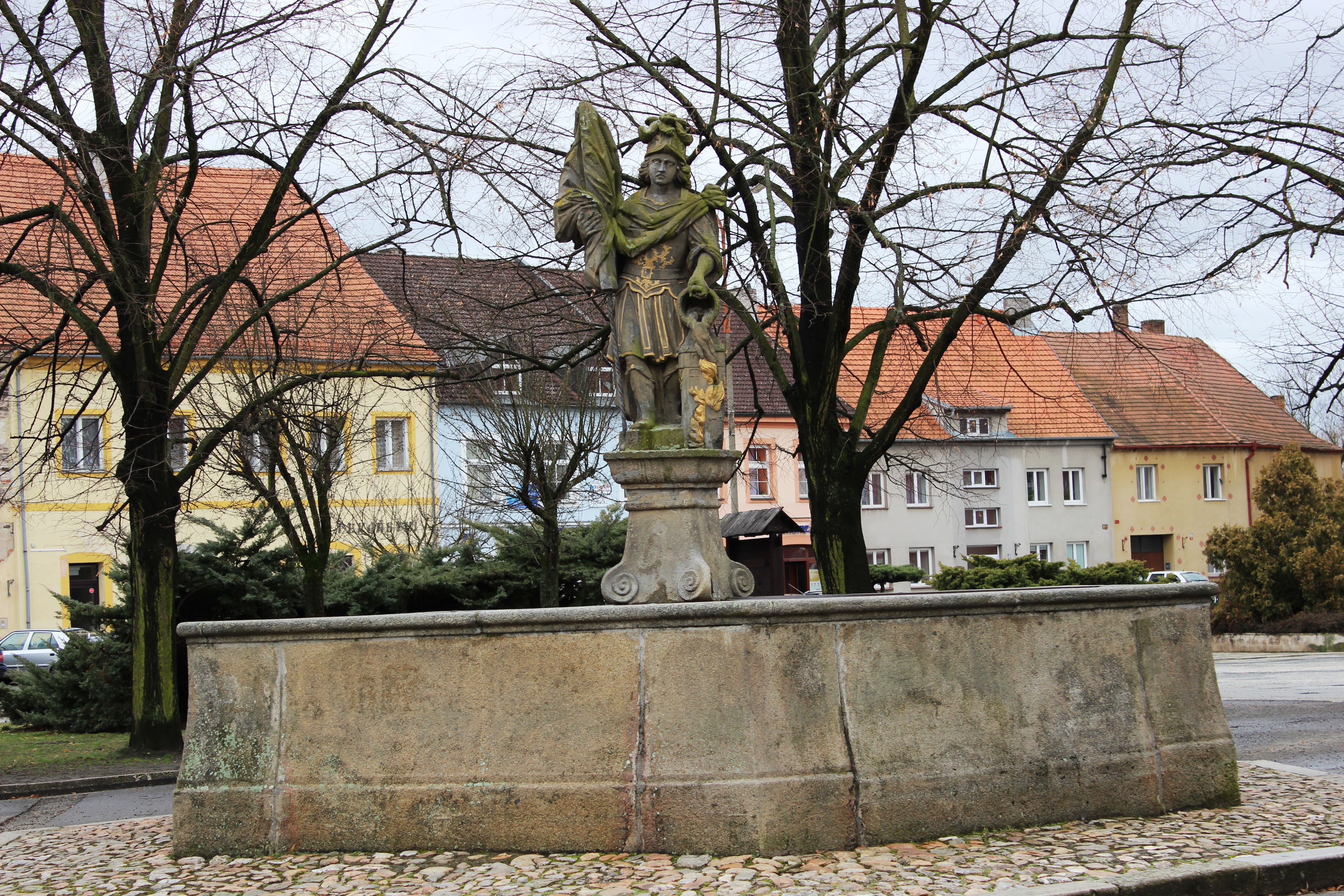
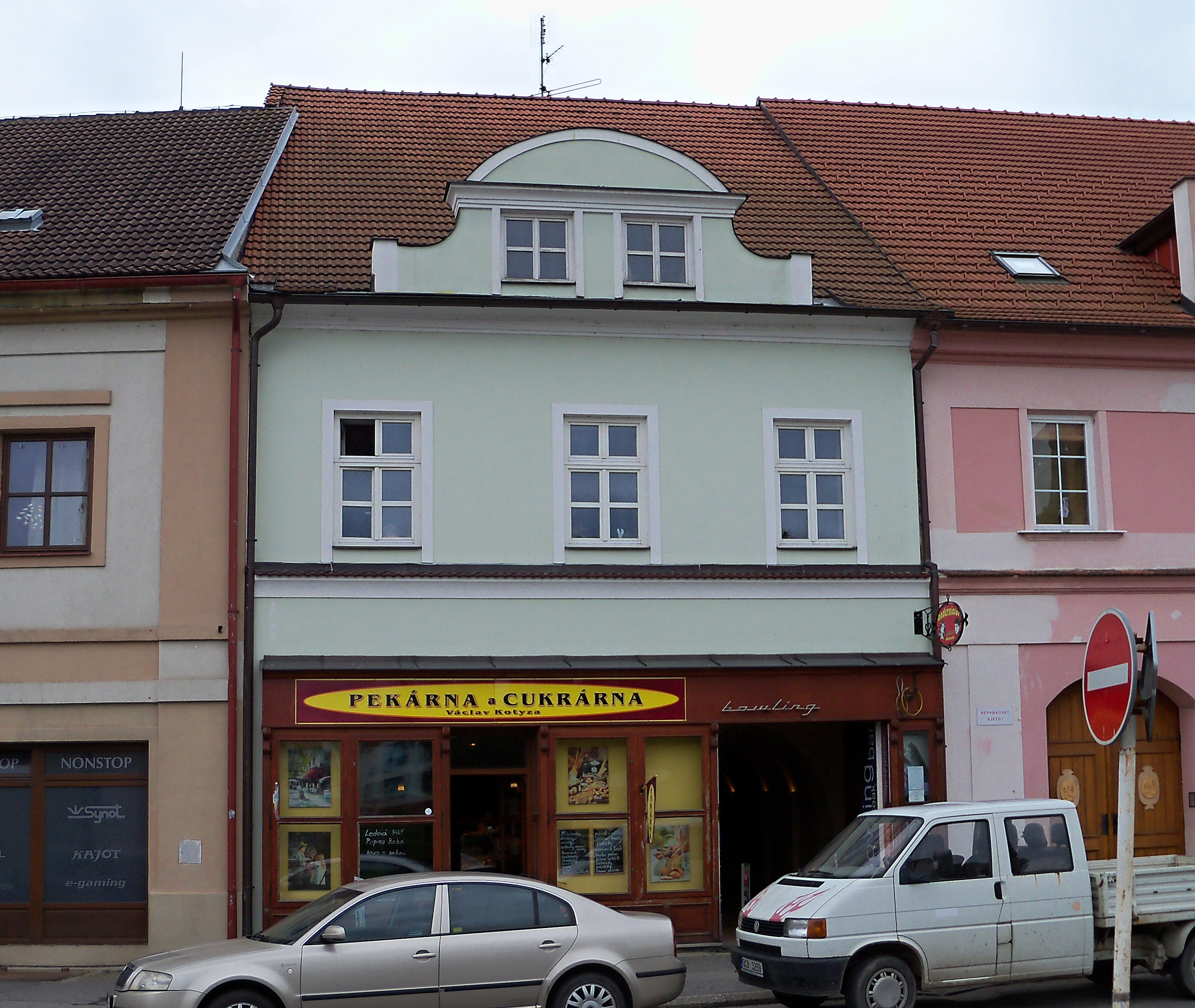
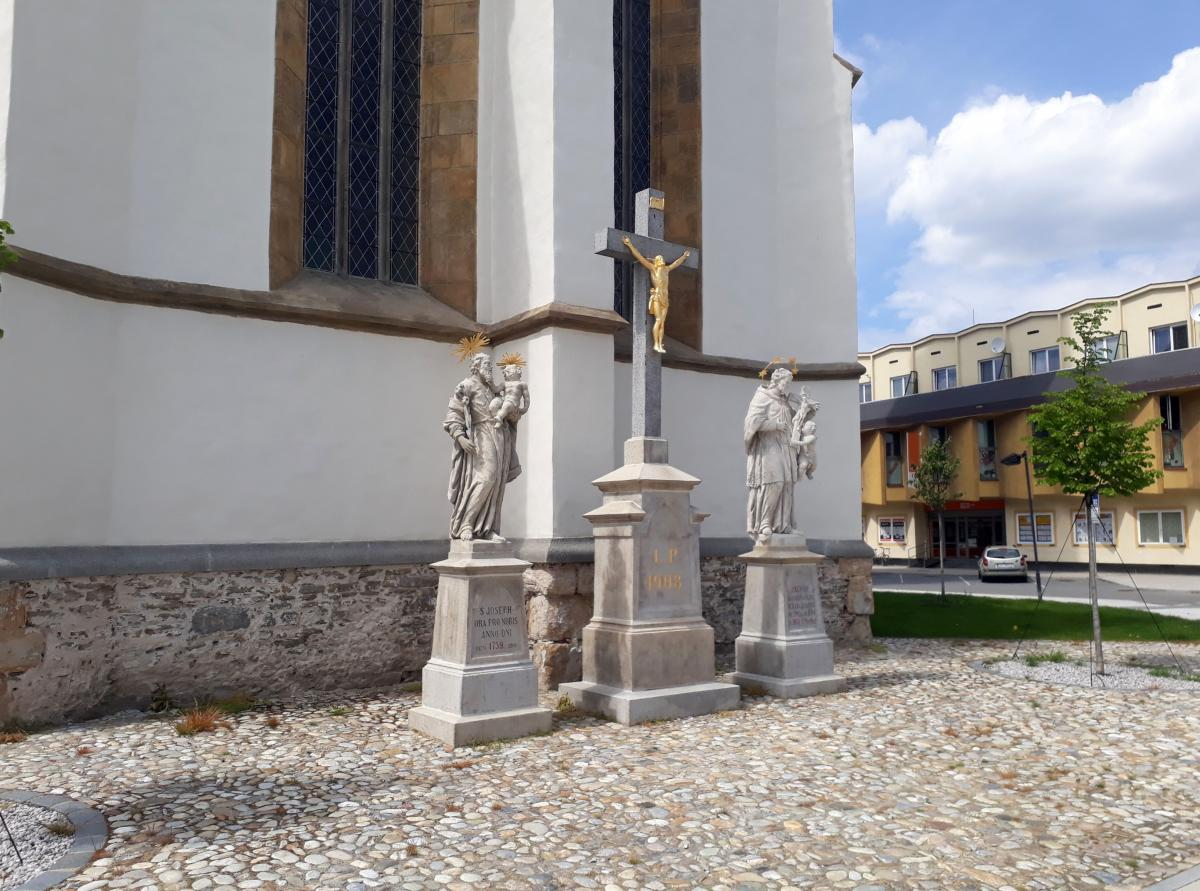
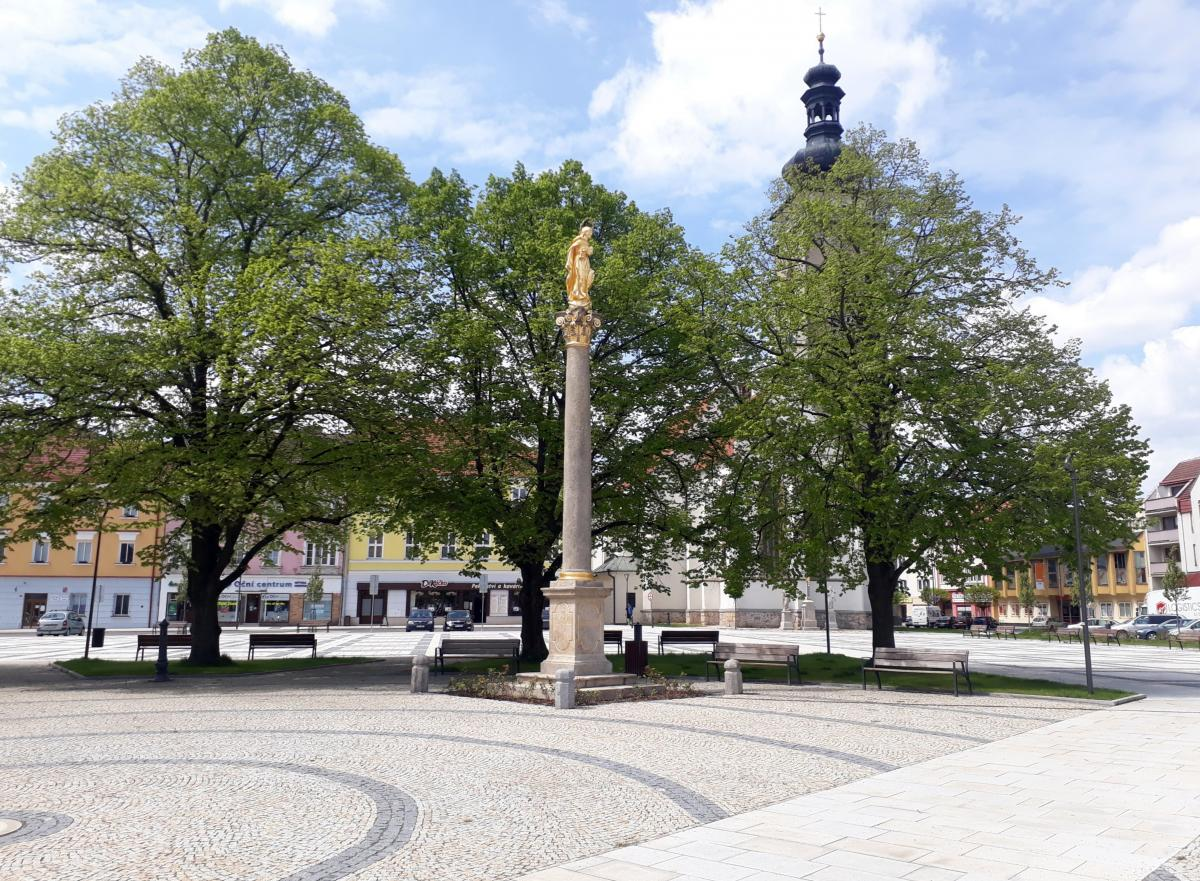
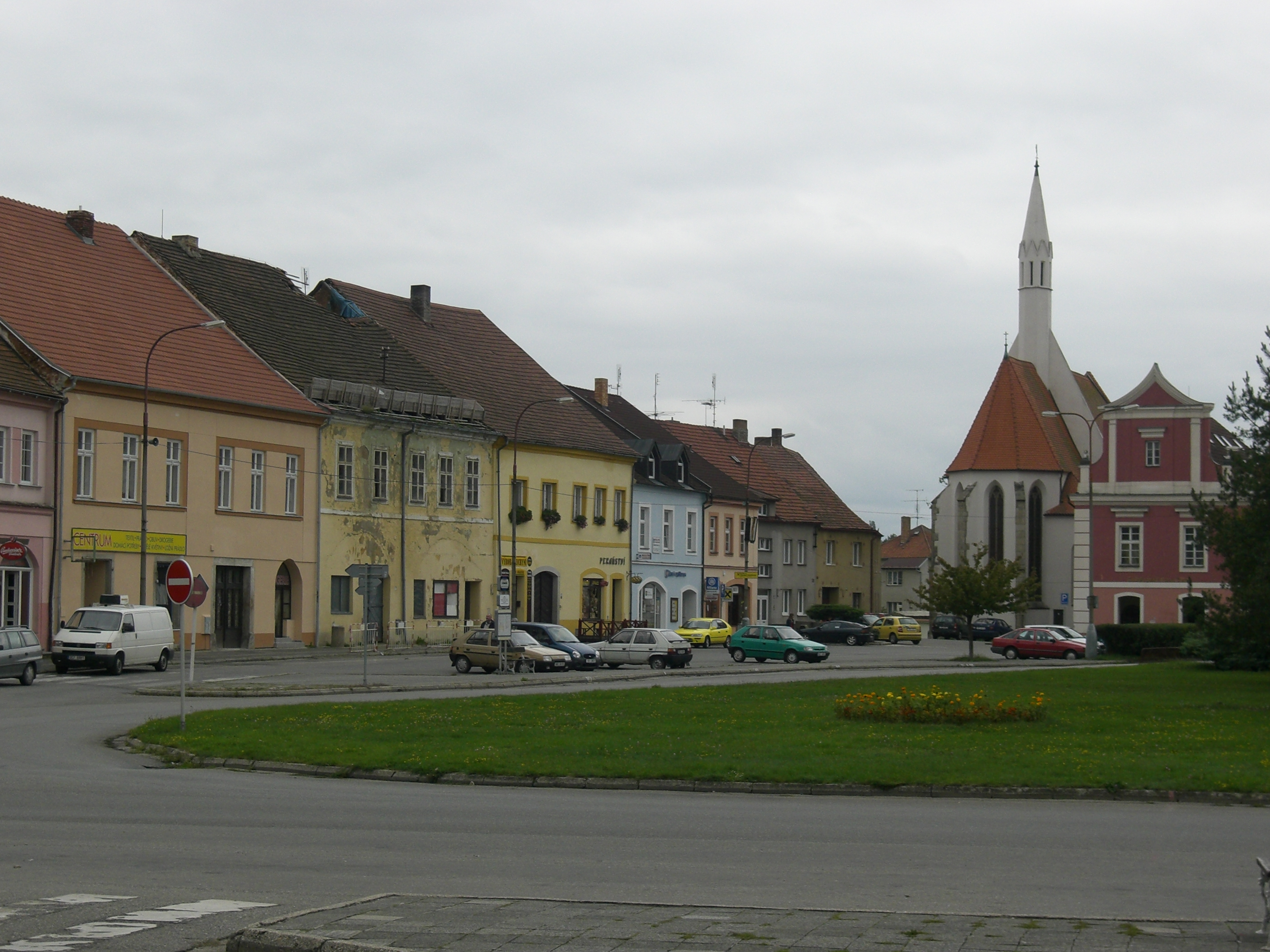
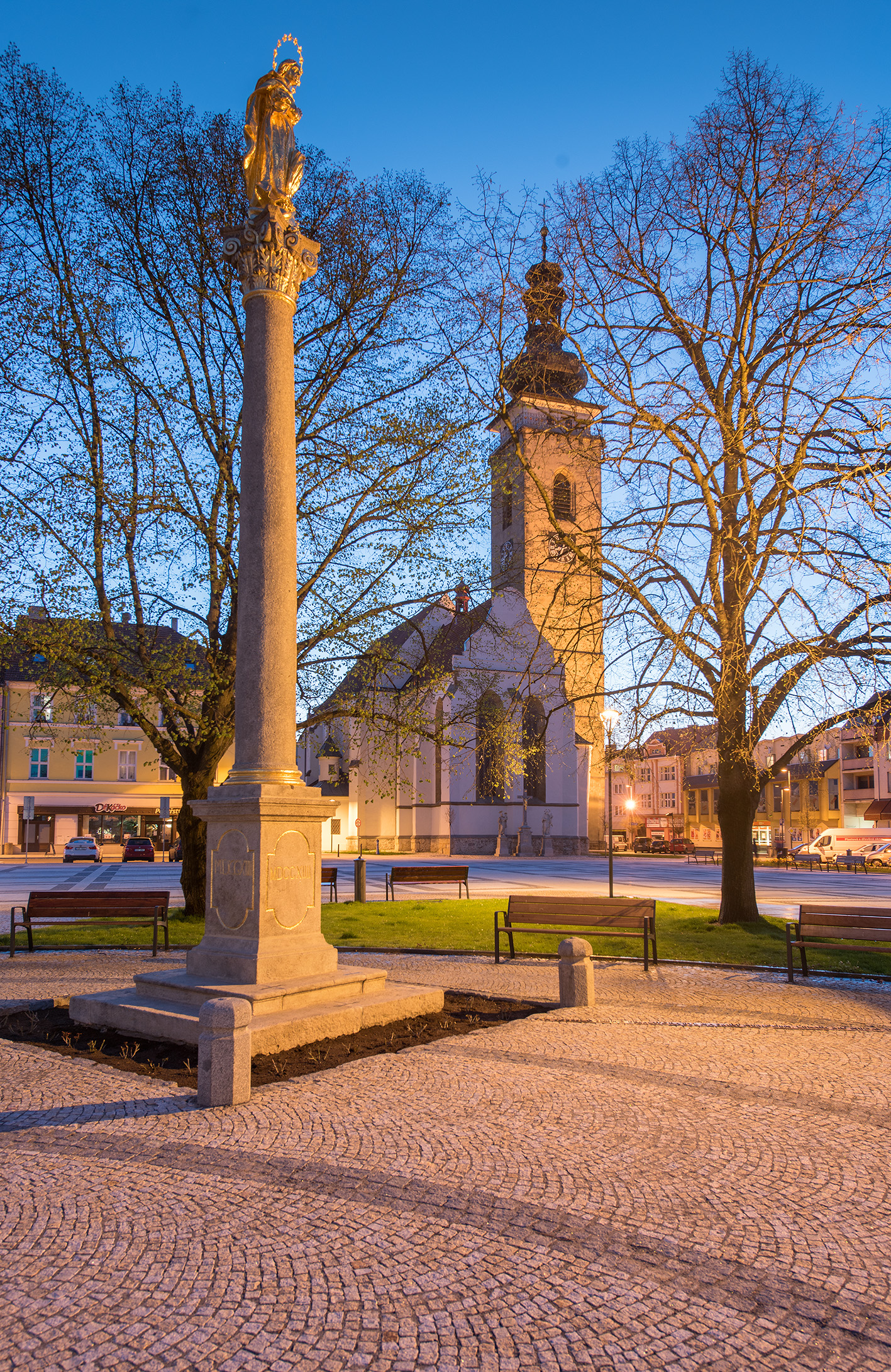

- Památkově chráněné měšťanské domy, kašna a sochy a pohled na náměstí